# Giovanni Cavazzi da Montecuccolo
Giovanni Antonio Cavazzi da Montecuccolo, né le 13 octobre 1621 à Montecuccolo (it), près de Modène, et mort le 18 juillet 1678 à Gênes, est un missionnaire franciscain.

## Biographie

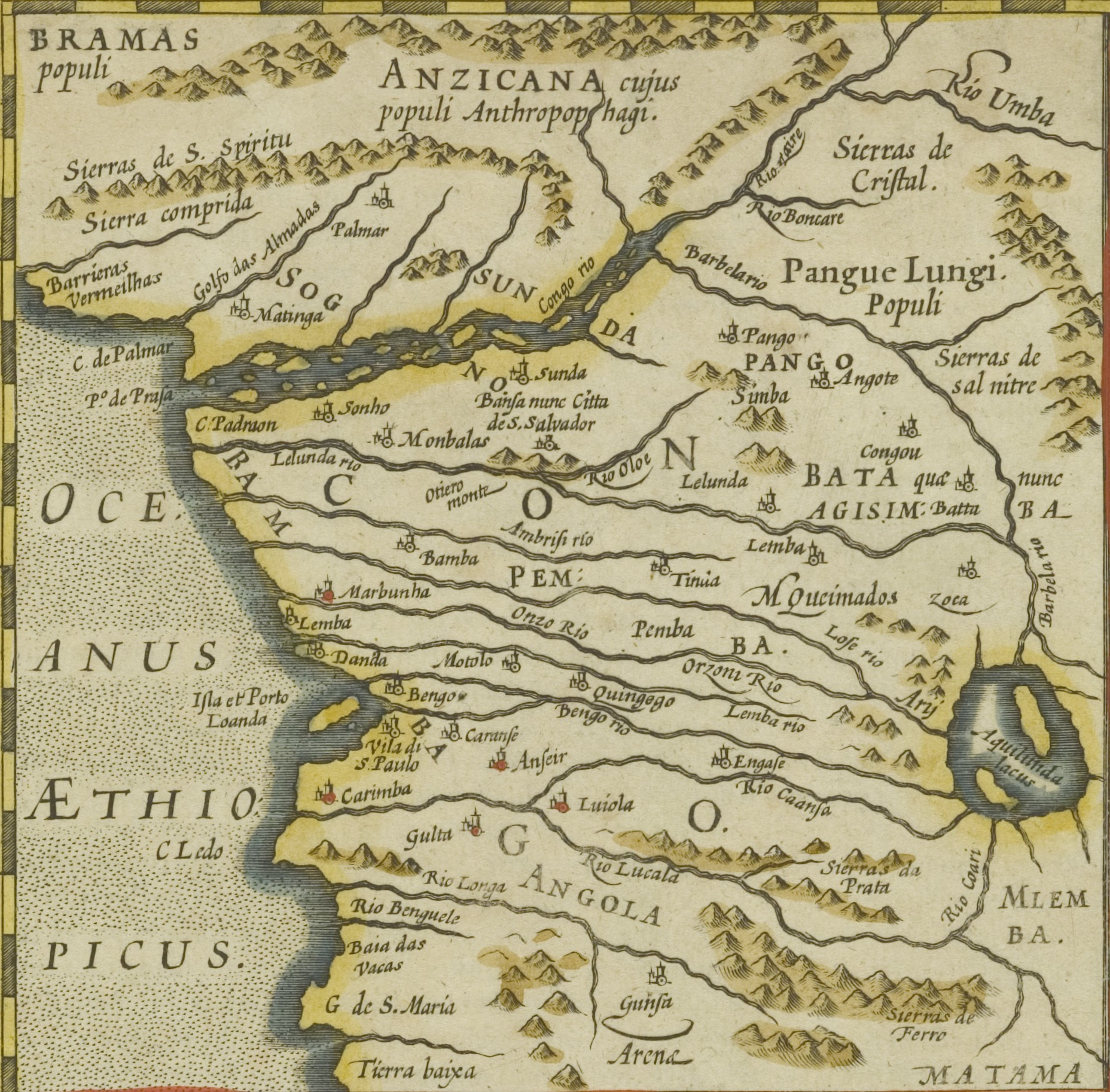
Carte du XVII du Royaume du Congo

Né à Montecuccolo, dans le duché de Modène, entra dans l’ordre des Frères mineurs capucins. Le roi de Congo ayant expressément demandé des missionnaires capucins, la Congrégation de la Propagande choisit douze prêtres et deux frères lais, qui se réunirent à Gênes, où ils s’embarquèrent. Assaillis par plusieurs tempêtes, ils abordèrent à différents ports de la Méditerranée, et arrivèrent enfin à Cadix au mois d’avril 1654.
Ils en partirent en juillet, et, après avoir touché à Tenerife, ils atteignirent à leur destination en novembre. Les sentiments du roi de Congo avaient souffert quelque altération ; il n’accueillit pas les missionnaires suivant leur attente, et, sans la crainte que lui inspiraient les Portugais, il les aurait persécutés. Cependant, les missionnaires remontèrent le fleuve Kwanza, et, arrivés dans l’intérieur du pays, ils se répartirent les différents royaumes pour y travailler au salut des âmes.
La province de Ghangalla et la cour du roi d’Angole échurent à Cavazzi, qui donna un libre essor à son zèle, et souvent même se laissa emporter au-delà des bornes de la prudence. Il brûlait les idoles, et réprimandait les rois et les grands sur la polygamie ; quelquefois ses représentations étaient bien reçues ; mais quelquefois aussi on lui faisait éprouver tant de désagréments, qu’il se voyait contraint de s’éloigner. Il résidait depuis quelque temps à Embaca, lorsqu’en 1658, il reçut ordre du préfet apostolique de se rendre auprès de Njinga, reine de Matamba, qui avait embrassé, quitté et repris le christianisme. Quoiqu’affaibli par la maladie, il obéit.
La reine le reçut avec distinction ; mais bientôt, les maux de Cavazzi s’aggravant, il fut contraint de retourner à Embaca. La profonde connaissance qu’il avait de la langue du pays le fit choisir pour aller, en 1661, prêcher l’Evangile dans les îles du Kwanza, qui dépendaient de la reine. Après y avoir détruit les idoles, il revint auprès de Njinga, qui voulut recevoir de sa main le bref du pape Alexandre VII, et lui accorda toute sa confiance. En 1663, il lui administra les derniers sacrements. Sa sœur, qui lui succéda, avait aussi beaucoup d’attachement pour Cavazzi ; mais son caractère faible la rendait esclave de son mari, homme cruel et ennemi juré des missionnaires. Il empoisonna Cavazzi, à qui on administra à temps un contre-poison. Ne pouvant habiter plus long-temps ce lieu, où sa vie courait sans cesse de nouveaux dangers.
Cavazzi prit congé de la reine, et, à cause de son extrême débilité, se fit porter à Luanda : il y exerça ses fonctions jusqu’en 1666, que ses infirmités, suites de son long séjour et de ses travaux dans cette contrée, et le besoin pressant que ses confrères avaient de renfort, l’obligèrent à repasser en Europe. Il y arriva en 1668. Ses travaux lui concilièrent tellement les bonnes grâces de la cour de Rome, qu’après avoir rendu compte de sa mission à la Congrégation de la Propagande, elle l’engagea à écrire sa relation, et à retourner en Afrique avec la qualité de préfet et de supérieur-général de tous ses confrères, au lieu du titre d’évêque que son humilité l’empêcha d’accepter. Il retourna donc au Congo en 1670, y acquit de nouvelles connaissances sur ce qui concerne ce pays, et, après avoir eu le bonheur d’échapper encore une fois à l’intempérie du climat, il revint en Europe, et mourut à Gênes en 1692.
Son séjour prolongé au milieu de nations étrangères, l’usage fréquent de leur langue et de celle des Portugais, lui ayant fait perdre l’habitude de bien s’exprimer en italien, la Congrégation de la Propagande chargea le général des capucins de faire rédiger les mémoires de Cavazzi par quelqu’un de son ordre. Le général jeta les yeux sur le P. Fortunato Alamandini de Bologne, prédicateur de l’ordre, homme éloquent et savant, qui publia l’ouvrage sous ce titre : Gi. Ant. Cavazzi Descrizione dei tre regni, cioè Congo, Matamba e Angola, e delle missioni apostoliche, essercitatevi da religiosi capucini, e nel presente stile ridotta dal P. Fortunato Alamandini, etc., Bologne, 1687, in-fol. ; seconde édition, Milan, 1690, in-4°. Le Père Labat en a donné une traduction française : Relation historique de l’Éthiopie occidentale, etc., Paris, 1732, 5 vol. in-12, avec figures ; mais il ne s’est pas astreint à suivre exactement le texte original, et il l’a augmenté de divers documents que lui ont fournis les Portugais.
Cavazzi parle avec un ton de vérité qui persuade. Il n’est pas en contradiction avec les autres auteurs qui ont écrit sur le même pays, ce qui fait bien augurer de sa bonne foi ; cependant, ce qu’il dit des horribles cruautés dont se souillent les Jaga est si révoltant, que l’on a peine à le croire. Son livre fournit beaucoup plus de documents intéressants que l’on n’en trouve ordinairement dans les relations des religieux de son ordre. La moitié, à peu près, est consacrée à la description du pays, et l’autre à l’histoire des missions. Les notions géographiques répandues dans ce livre sont en général exactes, et l’auteur annonce dans cette partie un savoir qui lui fait honneur.

## Œuvres
- (it) Istorica descrizione de’ tre regni Congo, Matamba et Angola... e delle missioni apostoliche esercitatevi da religiosi cappuccini, Bologne, Giacomo Monti, 1687 (réimpr. 1690) (lire en ligne)